# Vladimir av Bulgarien
Vladimir var härskare över Bulgarien från 889 till 893.
Han blev furste av Bulgarien när hans far Boris Mikael I beslöt sig för att dra sig tillbaka till ett kloster efter att ha regerat i 36 år. Enligt vissa författare var orsaken till detta rent religiös, men enligt andra hade han drabbats av sjukdom. 
Den äldste av Boris Mikaels söner - Rasatte, eller Vladimir, utsågs till ny furste. Vladimir åtnjöt inte samma popularitet som hans far hade haft. 892 undertecknade han ett fördrag med den tyske kungen Arnulf av Kärnten mot Stormähren, och indirekt mot Bysantinska riket. Detta var ett allvarligt avsteg från den probysantinska politik som landet hade följt under de föregående 30 åren. Ett annat kontroversiellt beslut var Vladimirs försök att återinföra den gamla hedniska religionen och förbjuda kristendomen. Dessa handlingar ledde till allmänt missnöje bland befolkningen. 
Vladimir fick inte möjlighet att fullfölja sin politik, eftersom hans far återkom från klostret och tog makten en andra gång. Under tiden beordrade Boris Mikael att hans son skulle tillfångatas och, enligt vissa traditioner, förblindas, som straff. Boris Mikael utsåg sedan sin tredje son, Simeon, till ny furste.